# Pascan Aviation
Pascan Aviation (mã ICAO = PSC) là hãng hàng không của Canada, trụ sở ở Saint-Hubert, (Quebec). Căn cứ chính của hãng ở Sân bay Saint-Hubert.

## Lịch sử
Pascan Aviation được Mr.Serge Charron thành lập và bắt đầu hoạt động từ năm 1999. Hãng có các tuyến đường địa phương tới 10 điểm đến trong tỉnh bang Quebec và các chuyến bay thuê bao.

## Các nơi đến
(Tháng 3/2007):
- Bagotville
- Baie-Comeau
- Bonaventure
- Magdalen Islands
- Mont-Joli
- Montreal
- Thành phố Quebec
- Rouyn-Noranda
- Sept-Îles
- Val-d'Or

## Đội máy bay
(Tháng 11/2007):
- 4 Beechcraft King Air 100
- 4 Pilatus PC-12
- 4 Handley Page HP.137 Jetstream 32